# Julia Caba Alba
Julia Caba Alba (Madrid, 31 luglio 1902 – Madrid, 14 novembre 1988) è stata un'attrice spagnola, attiva in teatro, nel cinema e alla televisione.

## Biografia
Nota anche solo come Julia Caba, apparteneva a una delle più lunghe dinastie di attori spagnoli: era la nipote del capostipite Pascual Alba, figlia di Manuel Caba e Irene Alba, da cui prendeva il doppio cognome, ma anche la nipote dell'attrice Leocadia Alba e sorella di Irene Caba Alba la quale, sposatasi con l'attore Emilio Gutiérrez, ebbe tre figli anch'essi diventati attori; Irene, Julia ed Emilio Gutiérrez Caba.
Attrice estremamente versatile, capace di interpretare ruoli drammatici quanto brillanti, anche se viene maggiormente ricordata per questi ultimi, iniziò a calcare i palcoscenici teatrali già nel 1914, ad appena dodici anni, con l'opera La duquesa, e ottenne i primi successi personali a partire dal 1924 (gli spettacoli teatrali sotto riportati sono soltanto quelli più significativi). Al teatro si dedicò praticamente per tutta la vita, mentre sul grande schermo fece il suo esordio nel 1939 a Roma, negli studi di Cinecittà, dove fu nel cast del film Il peccato di Rogelia Sanchez girato da Edgar Neville, Roberto de Ribón e Carlo Borghesio in doppia versione, sia italiana che spagnola.
Da quel momento, fatta salva la parentesi della guerra, fu una delle caratteriste più richieste dai registi e fino al 1978 apparve in oltre 120 pellicole. Tra i film più importanti ai quali prese parte, si devono sicuramente citare La corona nera del 1951 e La ballata del boia del 1963. Si aggiudicò il Premio del Sindacato Nazionale Spagnolo dello Spettacolo nel 1956 per il film Los ladrones somos gente honrada e quindi nel 1961 vinse il Premio del Circolo degli Scrittori Cinematografici Spagnoli per il film Margherita e la strana famiglia. Alla televisione spagnola iniziò ad apparire fin dal 1964, ma qui un po' più saltuariamente, in alcuni sceneggiati e telefilm, fino al 1979. 
Era sposata con Manuel San Román dal 1935. Morì a Madrid all'età di 86 anni.

## Filmografia

### Cinema
- Il peccato di Rogelia Sanchez (Santa Rogelia), regia di Carlo Borghesio e Roberto de Ribón (1940)
- Fortuna, regia di Max Neufeld (1940)
- Boda en el infierno, regia di Antonio Román (1942)
- El crimen de la calle de Bordadores, regia di Edgar Neville (1946)
- El traje de luces, regia di Edgar Neville (1947)
- Voragine (Nada), regia di Edgar Neville (1947)
- Barrio, regia di Ladislao Vajda (1947)
- Obsesión, regia di Arturo Ruiz Castillo (1947)
- Lluvia de hijos, regia di Fernando Delgado (1947)
- Don Chisciotte della Mancia (Don Quijote de la Mancha), regia di Rafael Gil (1947)
- Canción de medianoche, regia di Antonio de Lara (1947)
- Angustia, regia di José Antonio Nieves Conde (1947)
- Revelación, regia di Antonio de Obregón (1948)
- L'urlo, regia di Ferruccio Cerio (1948)
- Dos mujeres en la niebla, regia di Domingo Viladomat (1948)
- Las aguas bajan negras, regia di José Luis Sáenz de Heredia (1948)
- La calle sin sol, regia di Rafael Gil (1948)
- El verdugo, regia di Enrique Gómez (1948)
- Eroi senza gloria (La mies es mucha), regia di José Luis Sáenz de Heredia (1949)
- Vidas confusas, regia di Jerónimo Mihura (1949)
- Romanzo d'una donna perduta (Una mujer cualquiera), regia di Rafael Gil (1949)
- La regina della Sierra Morena (La duquesa de Benamejí), regia di Luis Lucia (1949)
- Aventuras de Juan Lucas, regia di Rafael Gil (1949)
- La esfinge maragata, regia di Antonio de Obregón (1950)
- Sin uniforme, regia di Ladislao Vajda (1950)
- El señor Esteve, regia di Edgar Neville (1950)
- Noventa minutos, regia di Antonio del Amo (1950)
- 39 cartas de amor, regia di Francisco Rovira Beleta (1950)
- Yo no soy la Mata-Hari, regia di Benito Perojo (1950)
- Sangre en Castilla, regia di Benito Perojo (1950)
- El último caballo, regia di Edgar Neville (1950)
- Tres ladrones en la casa, regia di Raúl Cancio (1950)
- Siamo tutti peccatori (Balarrasa), regia di José Antonio Nieves Conde (1951)
- María Antonia 'La Caramba', regia di Arturo Ruiz Castillo (1951)
- La corona nera (La corona negra), regia di Luis Saslavsky (1951)
- Il richiamo delle campane (Cielo negro), regia di Manuel Mur Oti (1951)
- Cuento de hadas, regia di Edgar Neville (1951)
- La canción de La Malibrán, regia di Luis Escobar (1951)
- Il segreto di Fatima (La señora de Fátima), regia di Rafael Gil (1951)
- Settima pagina (Séptima página), regia di Ladislao Vajda (1951)
- El capitán Veneno, regia di Luis Marquina (1951)
- Torturados, regia di Antonio Mas Guindal (1952)
- De Madrid al cielo, regia di Rafael Gil (1952)
- Amore di zingara (La hermana San Sulpicio), regia di Luis Lucia (1952)
- Il segreto di una stella (Sor intrépida), regia di Rafael Gil (1952)
- La laguna negra, regia di Arturo Ruiz Castillo (1952)
- Aquel hombre de Tánger, regia di Luis María Delgado e Robert Elwyn (1953)
- La guerra di Dio (La guerra de Dios), regia di Rafael Gil (1953)
- Aeropuerto, regia di Luis Lucia (1953)
- Así es Madrid, regia di Luis Marquina (1953)
- Maldición gitana, regia di Jerónimo Mihura (1953)
- Nadie lo sabrá, regia di Ramón Torrado (1953)
- Novio a la vista, regia di Luis García Berlanga (1954)
- Sangue e luci (Sang et lumières), regia di Georges Rouquier e Ricardo Muñoz Suay (1954)
- Malvaloca, regia di Ramón Torrado (1954)
- Como la tierra, regia di Alfredo Hurtado (1954)
- Un caballero andaluz, regia di Luis Lucia (1954)
- Morena Clara, regia di Luis Lucia (1954)
- Sucedió en Sevilla, regia di José Gutiérrez Maesso (1955)
- Nosotros dos, regia di Emilio Fernández (1955)
- Good Bye, Sevilla, regia di Ignacio F. Iquino (1955)
- La lupa, regia di Luis Lucia (1955)
- Senza sorriso (Sin la sonrisa de Dios), regia di Julio Salvador (1955)
- Recluta con niño, regia di Pedro L. Ramírez (1956)
- Suspenso en comunismo, regia di Eduardo Manzanos Brochero (1956)
- La vida en un bloc, regia di Luis Lucia (1956)
- Il porto del vizio (Thunderstorm), regia di John Guillermin (1956)
- Los ladrones somos gente honrada, regia di Pedro L. Ramírez (1956)
- Manolo guardia urbano, regia di Rafael J. Salvia (1956)
- Minutos antes, regia di José Luis Gamboa (1956)
- El malvado Carabel, regia di Fernando Fernán Gómez (1956)
- Un abrigo a cuadros, regia di Alfredo Hurtado (1957)
- Los ángeles del volante, regia di Ignacio F. Iquino (1957)
- Juanillo, papá y mamá, regia di Julio Salvador e Juan Alberto Soler (1957)
- Il maestro... (El maestro), regia di Aldo Fabrizi (1957)
- Un angelo è sceso a Brooklyn (Un ángel pasó por Brooklyn), regia di Ladislao Vajda (1957)
- Il marito, regia di Nanni Loy e Gianni Puccini (1957)
- El tigre de Chamberí, regia di Pedro L. Ramírez (1958)
- La mina, regia di Giuseppe Bennati (1958)
- ¡Viva lo imposible!, regia di Rafael Gil (1958)
- Carlota, regia di Enrique Cahen Salaberry (1958)
- Camarote de lujo, regia di Rafael Gil (1959)
- Salto a la gloria, regia di León Klimovsky (1959)
- Azafatas con permiso, regia di Ernesto Arancibia (1959)
- El gafe, regia di Pedro L. Ramírez (1959)
- Il magistrato, regia di Luigi Zampa (1959)
- Margherita e la strana famiglia (Maribel y la extraña familia), regia di José María Forqué (1960)
- Placido (Plácido), regia di Luis García Berlanga (1961)
- ¿Dónde pongo este muerto?, regia di Pedro L. Ramírez (1962)
- Solteros de verano, regia di Alfonso Balcázar (1962)
- Historia de una noche, regia di Luis Saslavsky (1962)
- Los que no fuimos a la guerra, regia di Julio Diamante (1962)
- Las travesuras de Morucha, regia di Ignacio F. Iquino (1962)
- Tú y yo somos tres, regia di Rafael Gil (1962)
- La dea del peccato (La reina del Chantecler), regia di Rafael Gil (1962)
- Cupido contrabandista, regia di Esteban Madruga (1962)
- La ballata del boia (El verdugo), regia di Luis García Berlanga (1963)
- El escándalo, regia di Javier Setó (1964)
- Crimen, regia di Miguel Lluch (1964)
- La cesta, regia di Rafael J. Salvia (1964)
- Los Palomos, regia di Fernando Fernán Gómez (1964)
- El camino, regia di Ana Mariscal (1964)
- Diabolico intrigo (Un tiro por la espalda), regia di Antonio Román (1964)
- Nobleza baturra, regia di Juan de Orduña (1965)
- ¡Es mi hombre!, regia di Rafael Gil (1966)
- Camino del Rocío, regia di Rafael Gil (1966)
- El padre Manolo, regia di Ramón Torrado (1967)
- Verde doncella, regia di Rafael Gil (1968)
- Cuidado con las señoras, regia di Julio Buchs (1968)
- Educando a una idiota, regia di Ramón Torrado (1969)
- ¡¡Se armó el belén!!, regia di José Luis Sáenz de Heredia (1969)
- El alma se serena, regia di José Luis Sáenz de Heredia (1970)
- El hombre que se quiso matar, regia di Rafael Gil (1970)
- La decente, regia di José Luis Sáenz de Heredia (1971)
- Hay que educar a papá, regia di Pedro Lazaga (1971)
- La cera virgen, regia di José María Forqué (1972)
- Las colocadas, regia di Pedro Masó (1972)
- Venta por pisos, regia di Mariano Ozores (1972)
- Los pajaritos, regia di Antonio Mercero - cortometraggio (1974)
- El reprimido, regia di Mariano Ozores (1974)
- Esposa de día, amante de noche, regia di Javier Aguirre (1978)
- Réquiem por un empleado, regia di Fernando Merino (1978)

### Televisione
- Primera fila - serie TV, 1 episodio (1964)
- Tras la puerta cerrada - serie TV, episodio 1x26-1x36 (1965)
- La familia Colón - serie TV, episodio 1x01-1x24 (1967)
- Fábulas - serie TV, episodio 1x02 (1968)
- La venganza de Don Mendo, regia di Gustavo Pérez Puig - film TV (1979)
- Estudio 1 - serie TV, 2 episodi (1973-1979)

## Teatrografia parziale
- Los chatos, di Pedro Muñoz Seca (1924)
- Puebla de las mujeres (1941), di Serafin e Joaquin Álvarez Quintero (1941)
- Canción de cuna di Gregorio Martínez Sierra (1946)
- Maribel y la extraña familia, di Miguel Mihura (1959)
- Los extremeños se tocan, di Pedro Muñoz Seca (1959)
- Las entretenidas, di Miguel Mihura (1962)
- La tercera palabra, di Alejandro Casona (1964)
- Un paraguas bajo la lluvia, di Víctor Ruiz Iriarte (1965)
- El alma se serena, di Juan José Alonso Millán (1968)
- La vida en un hilo, di Edgar Neville (1971)
- Sé infiel y no mires con quién, di John Chapman (1972)
- La venganza de Don Mendo, di Pedro Muñoz Seca (1977)

## Televisione
- Arsénico y encaje antiguo (1964)
- La gota de sangre (1965)
- Tras la puerta cerrada (1965)
- La familia Colón (1967)
- Don Juan Tenorio (1973)
- La venganza de Don Mendo (1979)
- El caso de la mujer asesinadita (1979)